# Brandon Spearman
Brandon Lloyd Spearman, (nacido el 18 de junio de 1991 en Chicago, Illinois)  es un jugador de baloncesto estadounidense. Con 1.93 de estatura, su puesto natural en la cancha es el de escolta.

## Trayectoria
Es un jugador formado a caballo entre las universidades de Hawaii Warriors, Indian Hills y Dayton Flyers. Tras no ser drafteado en 2014, debutó como profesional en la PRO B alemana en las filas del SC Rist Wedel.
Más tarde, en la temporada siguiente jugaría en la PRO A con los Gladiators Trier, durante dos temporadas.
En verano de 2017, cambia de equipo en la PRO A y firma por el Science City Jena.